# Trinomys moojeni
Espèce
Statut de conservation UICN

 EN B1ab(iii) : En danger
Trinomys gratiosus est une espèce de mammifères rongeurs de la famille des Echimyidae qui regroupe des rats épineux originaires d'Amérique latine. C'est une espèce en danger (EN) qui doit son nom scientifique à João Moojen de Oliveira (1904-1985), un zoologiste brésilien.

## Liens externes

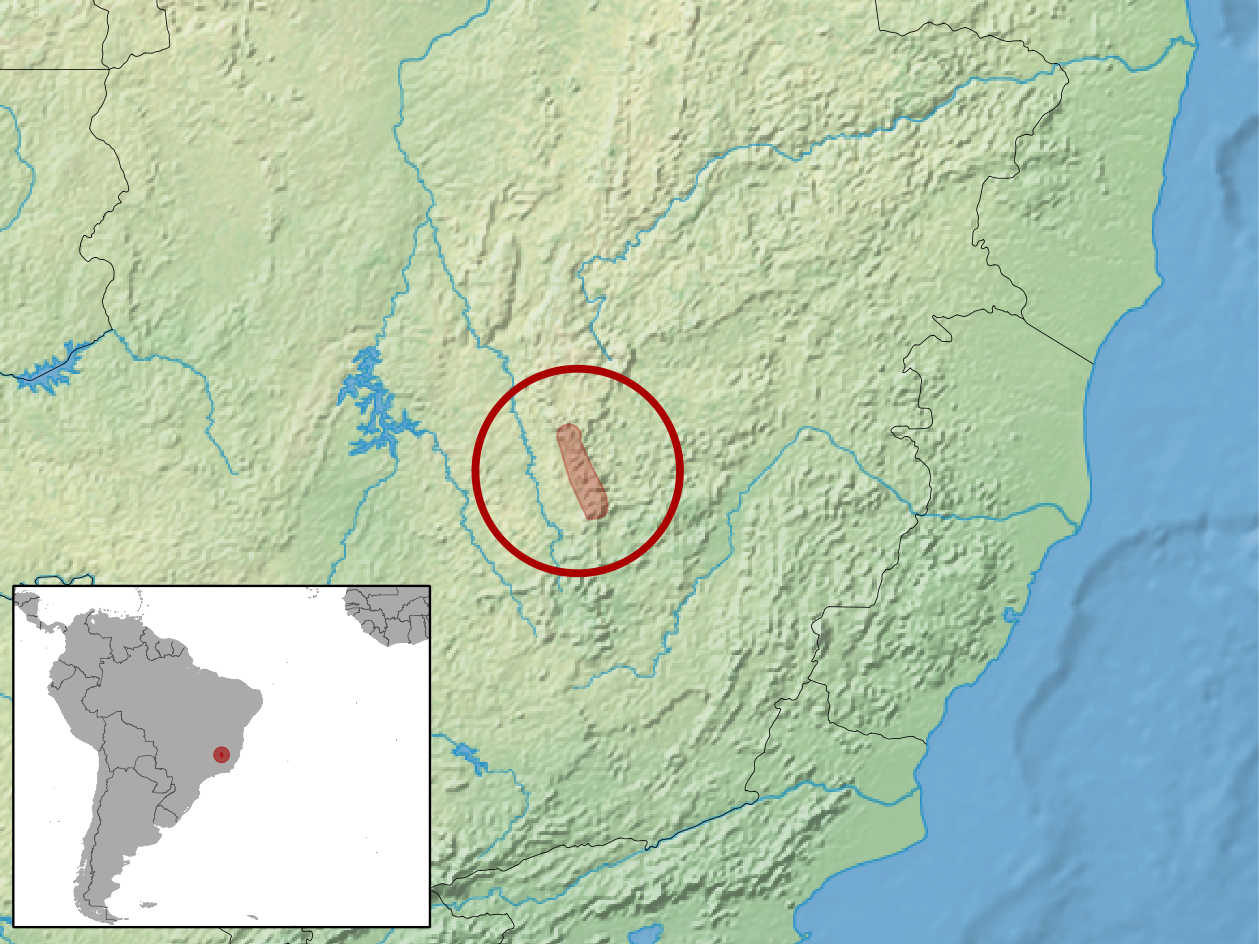
Répartition de l'espèce.